# Musée d'art et d'histoire d'Avranches
Le musée d'art et d'histoire est un musée municipal situé à Avranches, département de la Manche, région Normandie.
Fondé en 1835, le musée ferme en 2023 et est transformé en espace de conservation à compter de cette date.

## Histoire
Le premier musée fondé en 1835 est détruit par un incendie en 1899. Reconstruit, il est détruit en 1944 lors de la bataille de Normandie et des éléments conservés sont déposés à la bibliothèque.
Le musée s'installe en 1963 dans l'ancienne prison de la ville, « anciennes dépendances de l'évêché ».
Il ferme définitivement le 30 septembre 2023 pour devenir un pôle de conservation. Les collections seront intégrées dans un parcours du Scriptorial.

## Collection

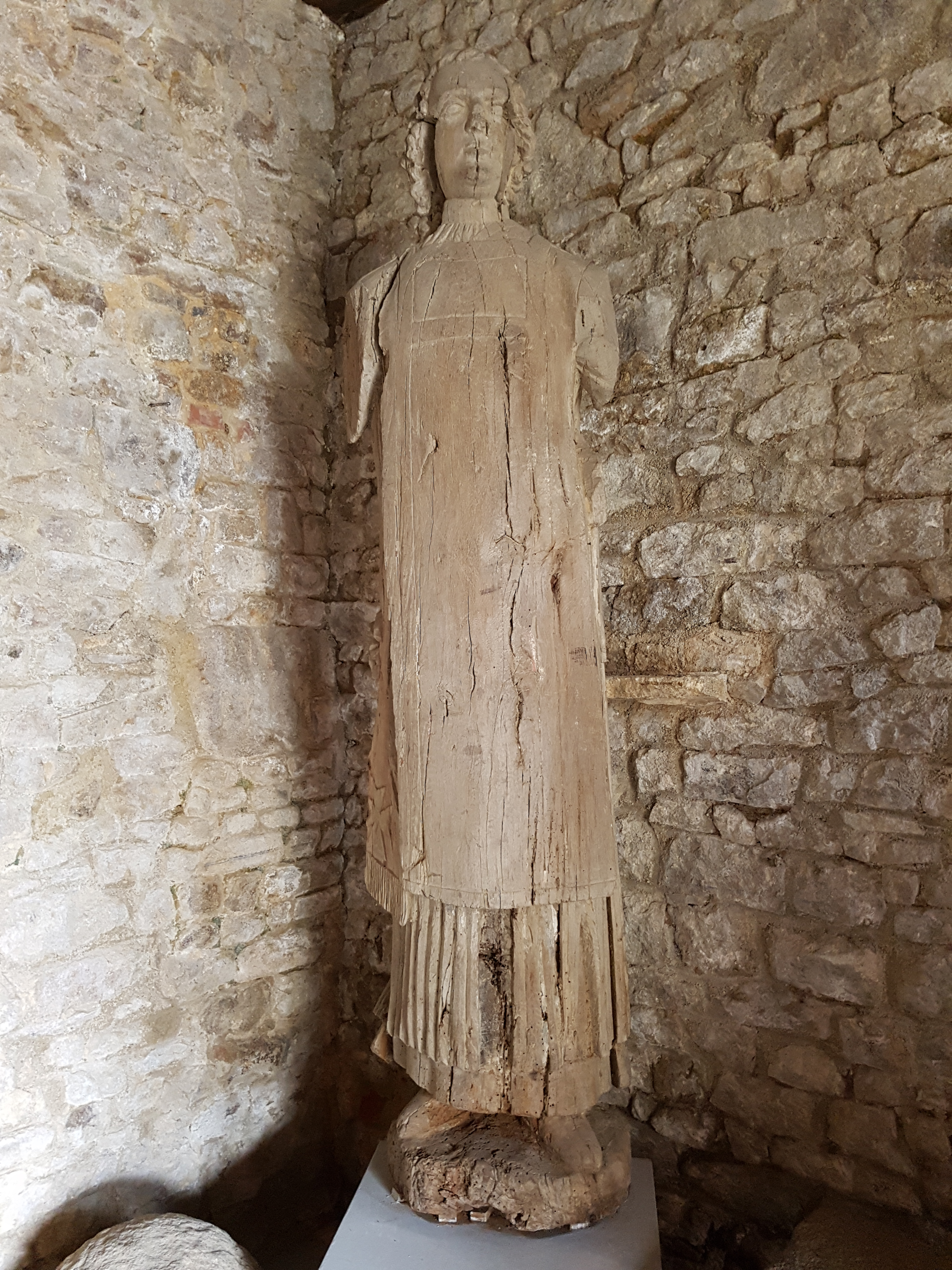
Statue provenant de la cathédrale.

Le musée possède des collections archéologiques en particulier d'époque romaine, des œuvres d'artistes-peintres locaux, des œuvres des traditions populaires normandes ainsi qu'une section consacrée à l'histoire de la seconde Guerre mondiale. Une salle abrite des représentations du Mont-Saint-Michel.